# マイケル (プリズン・ブレイク)
「マイケル」（"Pilot"）は、アメリカ合衆国のテレビシリーズ『プリズン・ブレイク』の第1話であり、2005年8月29日に放送された。同夜には「アレン」と共に2部構成のパイロット特別番組として放送された。エピソードはシリーズのプロデューサーで映画『ラッシュアワー』や『レッド・ドラゴン』のがブレット・ラトナーが監督を務め、発案者でプロデューサーのポール・シェアリングが脚本を執筆した。
エピソードでは2人の主人公であるウェントワース・ミラー演じるマイケル・スコフィールドとドミニク・パーセル演じるリンカーン・バローズが紹介される。リンカーンは副大統領の兄弟のテレンス・ステッドマン殺害の罪で死刑が確定していたが、濡れ衣を主張していた。マイケルは兄のリンカーンを死刑から救うために自ら投獄され、その身体に彫ったタトゥーを利用した脱獄計画を練る。

## プロット
マイケル・スコフィールドは身体に謎めいたタトゥーを彫らせた後、自室からフォックスリバー州立刑務所に関する様々な人物の記事を処分し、ハードディスクを川に投げ捨てる。翌日、彼は銀行強盗を起こすが、警察が到着するとすぐに降伏する。マイケルは裁判で弁護士のベロニカ・ドノバン（ロビン・タニー）による弁護を拒否して戦わず、5年の懲役刑を宣告され、彼が望んだ刑務所であるフォックスリバーへの収監が決定する。フォックスリバーに入ると同時にマイケルは刑務長のブラッド・ベリック（ウェイド・ウィリアムズ）と会い、彼が傲慢な人物であることがすぐに判明する。その後マイケルは同房のフェルナンド・スクレ（アマウリー・ノラスコ）と会い、ここでは刑期を勤める他に無いと語る。スクレはマイケルに外を案内し、刑務所の掟を説明する。そしてさらに彼はマイケルに副大統領の兄弟のテレンス・ステッドマンを殺し、刑務所内では「リンク・ザ・シンク」と呼ばれているリンカーン・バローズを紹介する。マイケルはリンカーンが自身のの兄であると言う。
マイケルは兄に会う唯一の方法はジョン・アブルッチ（ピーター・ストーメア）からPI（刑務作業）に加えてもらうことであると知る。アブルッチに近づいたマイケルは拒否されるが、彼の必要なものを持っていると言い、アブルッチを売ったフィバナッチの情報を持っている事を示す折り鶴を置いて行く。アブルッチは彼をPIに加える。診療室でマイケルはサラ・タンクレディ医師（サラ・ウェイン・キャリーズ）に会い、彼女を魅惑しようとする。マイケルは1型糖尿病であると言うのでサラは彼にインシュリン注射を打つ。2度目の訪問の際、サラはマイケルのインシュリン反応が低血糖であるために糖尿病ではないと疑い、次の訪問の際に検査をすると言う。マイケルは嘘を続けるために刑務所の「薬剤師」であるシーノート（ロックモンド・ダンバー）に金を渡して抗インシュリン剤のパグナックの調達を依頼する。
スクレは面会に来た恋人のマリクルーズ・デルガド（カミーユ・グアティ）にプロポーズし、婚約を果たす。リンカーンの息子のLJ（マーシャル・オールマン）は大麻を売ろうとするが、警察に捕まる。ベロニカはマイケルに面会した際、リンカーンを罠に嵌めた者の正体を調べるように言う。リンカーンの死刑を遅らせようとするマクムロウ司教（チェルシー・ロス）のもとにはシークレットサービス・エージェントのポール・ケラーマン（ポール・アデルスタイン）とダニエル・ヘイル（ダニー・マッカーシー）が訪れる。彼らの警告を無視したマクムロウは就寝中に何者かによって射殺され、それを知ったベロニカはリンカーンが嵌められたものであると考え始める。フォックスリバーの刑務所長であるヘンリー・ポープ（ステイシー・キーチ）はマイケルに妻との結婚記念日までにタージ・マハルの模型が完成するかを尋ね、彼は協力することとなる。その後マイケルはリンカーンに会い、彼を脱獄させると言う。PIの後、懐疑的なリンカーンは設計図を見たのかと尋ねるとマイケルは「それだけじゃない。書き込んできた」と答える。彼はフォックスリバーの設計図を隠した幾何学模様のタトゥーを見せる。

## 製作
他の誰かを助けるために自らが投獄されるという『プリズン・ブレイク』のオリジナル・コンセプトはプロデューサーのドーン・パローズによってポール・シェアリングに提案された。シェアリングはそれが良いアイデアだと思ったが、誰がなぜそのようなミッションに乗り出し、またどのようにして実現可能なテレビ番組にするかをまず最初に悩んだ。彼は無実の罪に問われた兄弟の物語を思いつき、プロットのアウトラインに取り組んでキャラクターを考案し始めた。2003年に彼はフォックス放送に売り込んだが、シリーズの長期化の可能性を心配し、拒否された。また彼は他の放送局にもコンセプトを提示したが、テレビシリーズよりも映画向きであると考えられたために拒否された。その後『プリズン・ブレイク』は全14話のミニシリーズとして構想され、スティーヴン・スピルバーグが関心を寄せたが、彼は『宇宙戦争』へと移った。結局ミニシリーズは実現せず、『LOST』や『24 -TWENTY FOUR-』といったシリアライズのテレビシリーズが大成功を収めた後の2004年、フォックスは心変わりして製作を支持した。
パイロット版はシェアリングが脚本を書いた1年後に撮影された。パイロット版の大半はシカゴとその周辺で撮影された。2002年に閉鎖されたジョリエット刑務所は2005年に『プリズン・ブレイク』のセットとなり、フォックスリバー州立刑務所として使われた。リンカーンの房、診療所、刑務所の庭は全て刑務所内でロケが行われた。リンカーンの房には連続殺人犯のジョン・ゲイシーのものが使われた。

## 放送と評価
併せて放送されたパイロット版及び第2話はアメリカ合衆国で1050万人の視聴者を獲得し、同週で7位のシリーズとなり、18-49歳層及び18-34歳層の両方で1位となった。イギリスでは2006年1月24日に放送され、91万人の視聴者を獲得し、チャンネル5の同週の番組で28位となった。
フランスでは2006年に初回が放送され、視聴者550万人（25.8%）となった。ドイツでは2007年6月21日に初回が放送され、視聴率は13.5%となった。ポーランドでは2007年1月28日に放送されて約700万人の視聴者を獲得し、同国における海外シリーズのエピソードとしては最高の記録となった。ギリシャでは1月2日に放送されて76万9000人の視聴者を獲得した。